# Петерсен, Барталь
Ба́рталь А́йнарссон Пе́терсен (фар. Bartal Einarsson Petersen; род. 4 января 2004 года в Твёройри, Фарерские острова) — фарерский футболист, защитник клуба «ТБ».

## Карьера
Барталь — воспитанник клуба «ТБ» из Твёройри. Он дебютировал за «чёрно-белых» 13 мая 2021 года, заменив Николая Йоханнесена на 92-й минуте встречи с рунавуйкским «НСИ» в рамках чемпионата Фарерских островов. После назначения главным тренером «ТБ» Хелен Нквоча Барталь стал регулярно привлекаться матчам взрослой команды. 2 октября защитник впервые в карьере отыграл полный матч, это была встреча с фуглафьёрдурским «ИФ». Он также сыграл ещё 3 игры в концовке турнира. Суммарно в своём первом сезоне на взрослом уровне Барталь принял участие в 5 матчах первенства архипелага.

## Статистика выступлений
| Выступление      | Выступление      | Выступление      | Лига | Лига | Кубки | Кубки | Еврокубки | Еврокубки | Прочие | Прочие | Итого | Итого |
| Клуб             | Лига             | Сезон            | Игры | Голы | Игры  | Голы  | Игры      | Голы      | Игры   | Голы   | Игры  | Голы  |
| ---------------- | ---------------- | ---------------- | ---- | ---- | ----- | ----- | --------- | --------- | ------ | ------ | ----- | ----- |
| ТБ Твёройри      | Премьер-лига     | 2021             | 5    | 0    | 0     | 0     | 0         | 0         | 0      | 0      | 5     | 0     |
| ТБ Твёройри      | Итого            | Итого            | 5    | 0    | 0     | 0     | 0         | 0         | 0      | 0      | 5     | 0     |
| Всего за карьеру | Всего за карьеру | Всего за карьеру | 5    | 0    | 0     | 0     | 0         | 0         | 0      | 0      | 5     | 0     |